# Anberlin
Anberlin byla americká hudební skupina založená v roce 2002 na Floridě ve Spojených státech amerických. Kapela zanikla v roce 2014 po vydání sedmého a zároveň poslední studiového alba.
Kapelu tvořili čtyři členové - zpěvák Stephen Christian, basista Deon Rexroat, bubeník Nathan Young a baskytarista Chrostian McAlhaney. Během své existence vydala kapela celkem sedm alb a během své dvanáctileté historie již prodala přes 1 000 000 desek.

## Diskografie
- Blueprints for the Black Market (2003), debutové album, bylo prodáno přes 60 000 kusů
  1. Readyfuels – 3:37
  2. Foreign Language – 2:49
  3. Change the World (Lost Ones) – 3:59
  4. Cold War Transmissions – 3:12
  5. Glass to the Arson" – 3:29
  6. The Undeveloped Story" – 3:27
  7. Autobahn" – 3:25
  8. We Dreamt in Heist" – 3:17
  9. Love Song (W. Bransby, S. Gallup, R. O'Donnell, R. Smith, P. Thompson, and L. Tolhurst) – 3:05 (The Cure cover)
  10. Cadence" – 3:17
  11. Naïve Orleans – 4:08

- Never Take Friendship Personal (2005), album zaznamenalo obrovský úspěch, na serveru Amazon.com vybráno jako jeden z Top 100 Editor Picks roku 2005
  1. Never Take Friendship Personal – 3:31
  2. Paperthin Hymn – 3:15
  3. Stationary Stationery – 2:58
  4. (The Symphony of) Blasé – 4:21
  5. A Day Late – 3:25
  6. The Runaways – 3:20
  7. Time & Confusion – 3:23
  8. The Feel Good Drag - 3:25
  9. Audrey, Start the Revolution! – 3:22
  10. A Heavy Hearted Work of Staggering Genius – 1:12
  11. Dance, Dance Christa Päffgen – 7:06

- Cities (2007), v prvním týdnu bylo prodáno okolo 34 000 desek
  1. (Debut) - 1:27
  2. Godspeed - 3:02
  3. Adelaide - 3:14
  4. A Whisper & a Clamor - 3:25 (featured in the soundtrack of EA Sports' NHL 08)
  5. The Unwinding Cable Car - 4:17
  6. There Is No Mathematics to Love and Loss - 3:11
  7. Hello Alone - 4:00
  8. Alexithymia - 3:23
  9. Reclusion - 3:31
  10. Inevitable - 3:47 (guest vocals from Aaron Marsh of Copeland.)
  11. Dismantle.Repair. - 4:18
  12. (*Fin) - 8:53

- New Surrender (2008)
  1. The Resistance - 3:17
  2. Breaking - 3:26
  3. Blame Me! Blame Me! - 3:09
  4. Retrace - 3:51
  5. Feel Good Drag - 3:08
  6. Disappear - 3:37
  7. Breathe - 3:35
  8. Burn Out Brighter (Northern Lights) - 3:34
  9. Younglife - 3:40
  10. Haight St. - 2:59
  11. Soft Skeletons - 4:09
  12. Miserabile Visu (Ex Malo Bonum) - 6:37

- Dark Is the Way, Light Is a Place (2010)
  1. We Owe This to Ourselves - 3:12
  2. Impossible - 4:03
  3. Take Me (As You Found Me) - 4:12
  4. Closer - 3:46
  5. You Belong Here - 4:22
  6. Pray Tell - 3:47
  7. The Art of War - 4:43
  8. To the Wolves - 3:31
  9. Down - 4:05
  10. Depraved - 5:23

- Vital (2012)
  1. Self-Starter (featuring Julia Marie) - 3:17
  2. Little Tyrants - 3:21
  3. Other Side - 4:06
  4. Someone Anyone - 3:29
  5. Intentions - 3:09
  6. Innocent - 4:44
  7. Desires - 3:24
  8. Type Three - 3:57
  9. Orpheum - 3:52
  10. Modern Age - 4:13
  11. God, Drugs & Sex (featuring Christie DuPree) - 6:15

- Lowborn (2014)
  1. We Are Destroyer - 3:29
  2. Armageddon - 4:05
  3. Stranger Ways - 4:42
  4. Velvet Covered Brick - 3:56
  5. Atonement - 4:17
  6. Birds of Prey - 3:55
  7. Dissenter - 3:15
  8. Losing It All - 4:14
  9. Hearing Voices - 3:34
  10. Harbinger - 4:37

## O kapele

### Bývalí členové
- Nathan Strayer - kytara, zpěv podklad (2004-2007) (nyní hraje s The Brick)
- Joey Bruce – kytara (2002-2003) (nyní hraje s Mouse Fire)

## Zajímavosti
- V průběhu mnoha let byla kapela považována za křesťanskou kapelu, což ovšem frontman kapely Stephen Christian popírá.
- Název kapely vznikal z názvů evropských metropolí jako je Londýn nebo Řím, nakonec tuto soutěž však vyhrál Berlín a název kapely byl upraven na Anberlin.